# Rabštajn
Rabštajn (nemško Rabenstein) je naselje v Občini Labot v Okraju Volšperk na Koroškem v Avstriji.